# Quadro de modelo de negócios

Quadro do modelo de negócios: Nove blocos de construção do modelo de negócios., Osterwalder, Pigneur & al. 2010.

O Business Model Canvas ou "Quadro de modelo de negócios" é uma ferramenta de gerenciamento estratégico, que permite desenvolver e esboçar modelos de negócio novos ou existentes em uma única página. É um mapa visual pré-formatado contendo nove blocos do modelo de negócios..
O Business Model Canvas foi inicialmente proposto pelo escritor, pesquisador e empreendedor Alexander Osterwalder, criada em meados dos anos 2000, baseado no seu trabalho anterior sobre Business Model Ontology.
As descrições formais do negócio se tornam os blocos para construir suas atividades. Existem várias conceitualizações diferentes de negócio; o trabalho e a tese de Osterwalder (2010, 2004) propõem um modelo único de referência baseado nas semelhanças de um vasto número de conceitualizações de modelo de negócios. Com seu padrão de design de modelo de negócios, uma empresa pode facilmente descrever seu modelo de negócios.

## Business Model
“Um Modelo de Negócios descreve a lógica de criação, entrega e captura de valor por parte de uma organização.” (Alexander Osterwalder).
O Quadro do Modelo de Negócios (Business Model Canvas) é um mapa dos principais itens que constituem uma empresa, pode ser também uma receita de estratégia, que deve estar sempre sendo revisado cada quadrante ao longo do tempo para saber se cada um está sendo bem atendido ou se é necessário fazer alteração em algum deles para se conseguir um melhor resultado. O mapa é um resumo dos pontos chave de um plano de negócio, mas não deixa de excluir um plano de negócio em si, é uma ferramenta menos formal que pode ser utilizada com mais frequência no dia a dia.
- Infraestrutura ou respostas "Como?"
  - Atividades-chave: As atividades mais importantes para executar a proposição de valor da empresa. Exemplo: a Bic teve que criar uma eficiente cadeia de suprimentos (Supply Chain) para reduzir os custos.
  - Recursos-chave: Os recursos que são necessários para criar valor para o cliente. São considerados ativos da empresa e são necessários para manter e dar suporte ao negócio. Esses recursos podem ser humanos, financeiros, físicos ou intelectuais.
  - Rede de parceiros: As alianças de negócios que complementam os outros aspectos do modelo de negócio.
- Oferta ou respostas "O que?"
  - Proposição de Valor: Os produtos e serviços oferecidos pelo negócio. Citando Osterwalder (2004[3]), uma proposição de valor "é uma visão geral ... dos produtos e serviços que, juntos, representam valor para um segmento de clientes específico. Descreve a forma como a empresa se diferencia dos seus concorrentes e é a razão pela qual os clientes compram de uma certa empresa e não de outra."
- Clientes ou respostas "Para quem?"
  - Segmentos de clientes: o público-alvo para os produtos e serviços de uma empresa.
  - Canais: O meio pelo qual uma empresa fornece produtos e serviços aos clientes. Isso inclui a estratégia de marketing e de distribuição de uma empresa.
  - Relacionamento com o cliente: A empresa estabelece ligações entre si e os seus diferentes segmentos de clientes. O processo de gestão de relacionamento com o cliente é chamado de Customer Relationship Management (CRM).
- Finanças ou respostas "Quanto?"
  - Estrutura de custos: As consequências monetárias dos meios utilizados no modelo de negócios.
  - Fluxos de receita: A forma como a empresa ganha dinheiro através de uma variedade de fluxos de receitas. Rendimentos de uma empresa.

## As Divisões do Business Model Canvas
O Business Model Canvas originalmente dividido em 9 áreas. O processo de construção começa pelo centro do mapa que é a "Proposta de Valor", onde é preciso dizer o real motivo da existência da sua organização. do lado esquerdo temos 4 divisões que representam tudo que se precisa para fazer uma organização precisa para operacionalizar em termos de parcerias, atividades, recursos e custos. No lado direito existem outras 4 do lado direito focado no que uma organização precisa para entregar a proposta de valor.

## Aplicação
O Business Model Canvas pode ser impresso numa grande superfície para grupos de pessoas começarem a esboçar e discutir elementos do modelo de negócios com lembretes em Post-it ou marcadores para quadro branco. É uma ferramenta que fomenta o entendimento, a discussão, a criatividade e a análise.